# April 1998
Portal Geschichte | Portal Biografien | Aktuelle Ereignisse | Jahreskalender | Tagesartikel

◄ |
19. Jahrhundert |
20. Jahrhundert
| 21. Jahrhundert

◄ |
1960er |
1970er |
1980er |
1990er
| 2000er | 2010er | 2020er | ►

◄ |
1994 |
1995 |
1996 |
1997 |
1998
| 1999 | 2000 | 2001 | 2002 | ►

◄ |
Januar 1998 |
Februar 1998 |
März 1998 |
April 1998 |
Mai 1998 |
Juni 1998 |
Juli 1998 |
►
Dieser Artikel behandelt aktuelle Nachrichten und Ereignisse im April 1998.

## Tagesgeschehen

### Mittwoch, 1. April 1998
- Bonn/Deutschland: Das Sechste Gesetz zur Reform des Strafrechts tritt in Kraft. Unter anderem werden neue Regelungen zur Bekämpfung der Organisierten Kriminalität ins Strafgesetzbuch aufgenommen.[1]
- Bonn/Deutschland: Im Erbrecht wird in der Bundesrepublik von heute an keine Unterscheidung mehr zwischen Kindern, die in einer Ehe zur Welt kamen, und außerehelich geborenen Kindern vorgenommen. Bislang stand nicht-ehelichen Kindern im Regelfall ein Erbersatzanspruch zu.[2]

### Donnerstag, 2. April 1998
- Bordeaux/Frankreich: Ein Schwurgericht spricht den 87-jährigen Maurice Papon mehrfacher Verbrechen gegen die Menschlichkeit schuldig. Im Vichy-Regime von 1940 bis 1944 kollaborierte Papon mit den deutschen Nationalsozialisten. Dabei gab er den Auftrag für die Deportation französischer Juden in deutsche Konzentrationslager. Im Fall der Anklage wegen Beihilfe zum Völkermord wird er freigesprochen.[3][4]
- Riga/Lettland: Eine Bombe verwüstet den Eingang der Hauptsynagoge der jüdischen Gemeinschaft der Stadt. In der Nähe des Tatorts wird eine lettische Flagge mit einem Swastika-Symbol sichergestellt.[5]

### Sonntag, 5. April 1998

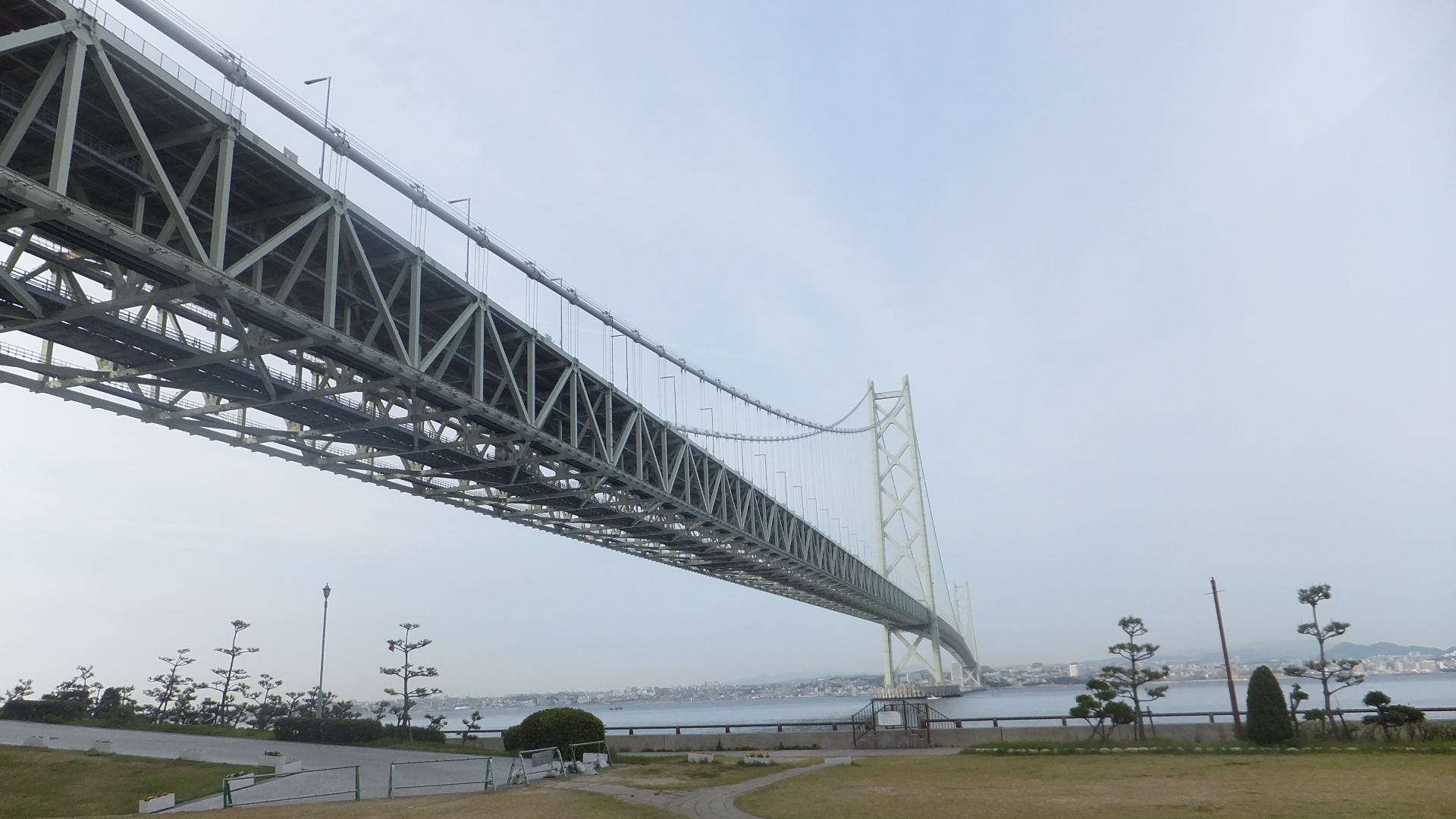
Akashi-Kaikyō-Brücke, Blick Richtung Kōbe

- Awaji, Kōbe/Japan: Die 3.911 m lange Akashi-Kaikyō-Brücke zwischen den Städten Awaji und Kōbe wird eröffnet und löst nach 16 Jahren die Humber-Brücke im Vereinigten Königreich als längste Hängebrücke der Welt ab. Die Spannweite beträgt rund 1.991 m.[6]

### Montag, 6. April 1998
- New York/Vereinigte Staaten: Die Versicherungsgesellschaft Travelers Group und die Citicorp als Mutterunternehmen der Citibank geben die Zusammenführung ihrer Unternehmen unter der Firmierung Citigroup Inc. bekannt.[7]

## Weblinks

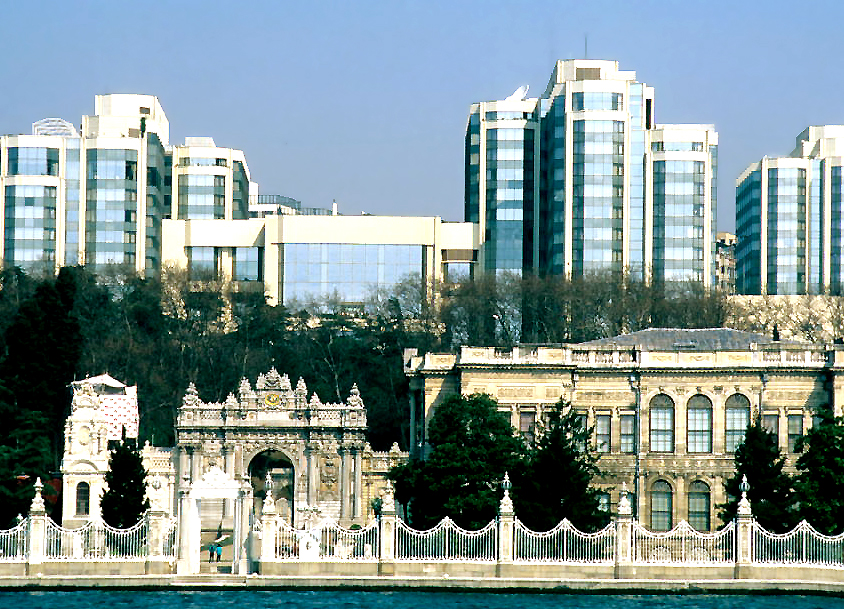
Istanbul im April 1998

### Donnerstag, 9. April 1998
- New York/Vereinigte Staaten: Der Sicherheitsrat der Vereinten Nationen (UN) erteilt in seiner Resolution 1161 dem UN-Generalsekretär Weisung, den Untersuchungsausschuss über militärische Verbrechen in Ruanda und Burundi wiedereinzurichten. Insbesondere sollen die Verkaufs- und Lieferwege der Waffen ermittelt werden, die in den letzten Monaten bei Massakern an der Zivilbevölkerung zum Einsatz kamen. Die Situation sei mit der Anfangsphase des Völkermords von 1994 vergleichbar.[8]

### Freitag, 10. April 1998
- Belfast/Vereinigtes Königreich: Im Nordirland-Konflikt unterzeichnen Vertreter der Regierungen der Republik Irland (IRL) und des Vereinigten Königreichs (UK) sowie Repräsentanten politischer Bewegungen des zum UK gehörigen Gebiets der Irischen Insel das Belfast-Abkommen in der Absicht, die langjährigen Auseinandersetzungen zwischen Iren und den Nachkommen von Einwanderern aus Großbritannien zu beenden. Das Abkommen betrifft die nordirische Selbstverwaltung, die Beziehungen zwischen IRL und Nordirland und die Beziehungen zwischen IRL und dem UK.[9]

### Samstag, 11. April 1998
- Davos/Schweiz: Der EV Zug wird in der Saison 1997/98 durch einen 5:2-Sieg im sechsten Playoff-Finalspiel gegen den HC Davos zum ersten Mal Schweizer Meister im Eishockey.[10]

### Montag, 13. April 1998
- Graz/Österreich: Der SK Sturm Graz steht nach einem 5:0 gegen den FK Austria Wien vorzeitig als Österreichischer Fußballmeister 1998 fest. Es ist der erste nationale Meistertitel des Vereins.[11]

### Donnerstag, 16. April 1998
- Buenos Aires/Argentinien: Die vier Mitgliedstaaten der Gemeinschaft Mercosur und die fünf Mitgliedstaaten der Andengemeinschaft unterzeichnen ein Rahmenabkommen, das die Schaffung einer Freihandelszone in Südamerika innerhalb der nächsten Jahre vorsieht. Sollte es zur Verwirklichung des Vorhabens kommen, würde sich über fast ganz Südamerika ein gemeinsamer Wirtschaftsraum erstrecken. Lediglich die Staaten und Territorien Chile, Französisch-Guayana, Guyana und Suriname sind nicht an dem Prozess beteiligt.[12]
- Mitteleuropa, Westeuropa: Der Vertrag über die Energiecharta tritt in den Unterzeichnerstaaten in Kraft, circa sieben Jahre nach der ursprünglichen Absichtserklärung. Die Vereinbarung soll den mittel- und westeuropäischen Staaten zu einer kontinuierlichen Versorgung mit Energie aus fossilen Brennstoffen verhelfen, auf deren Import sie sich angewiesen sehen.[13]

### Sonntag, 19. April 1998
- Rotterdam/Niederlande: Die Kenianerin Tegla Loroupe stellt einen neuen Weltrekord im Damen-Marathon auf. Beim Rotterdam-Marathon absolviert sie die 42,195 km in 2 Stunden 20 Minuten 47 Sekunden und unterbietet Ingrid Kristiansens Bestmarke von 1985 um 19 Sekunden. Loroupe ist die erste afrikanische Marathon-Weltrekordhalterin seit Einführung der Statistik 1926.[14]
- Santiago/Chile: Der zweitägige Gipfel der „Americas“ (Nord-, Mittel- und Südamerika) bringt die Gründung eines Komitees hervor, in dem Verhandlungen über mehr Liberalismus im Handel zwischen den teilnehmenden Ländern stattfinden sollen. Der erste Gipfel der „Americas“ fand bereits 1994 statt und formulierte das Ziel einer Amerikanischen Freihandelszone, doch diverse Teilnehmer bewerten viele für Freihandel notwendige Veränderungen skeptisch, z. B. verlangt Brasilien eine Schonfrist bei der Öffnung seiner Märkte.[15][16]
- Wien/Österreich: Im ersten Wahlgang der Bundespräsidentenwahl entfallen 63,4 % der Stimmen auf den seit 1992 amtierenden ÖVP-Politiker Thomas Klestil. Eine Stichwahl ist in Folge des klaren Votums nicht notwendig und Klestil im Amt bestätigt.[17]

### Montag, 20. April 1998
- Köln/Deutschland: Die Nachrichtenagentur Reuters erhält ein achtseitiges Schreiben der linksextremistischen terroristischen Vereinigung „Rote Armee Fraktion“ (RAF), in deren Namen 33 politisch motivierte Morde verübt wurden. In dem Text an Reuters erklärt die 1970 gegründete RAF ihre Selbstauflösung.[18]

### Donnerstag, 23. April 1998

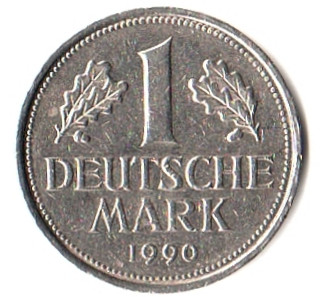
Der Bundestag billigt die Abschaffung der Währung D-Mark

- Bonn/Deutschland: Der Deutsche Bundestag stimmt bei 35 Nein-Stimmen dafür, die auf der Europäischen Währungseinheit ECU basierende Währung Euro als gesetzliches Zahlungsmittel in der Bundesrepublik einzuführen, und schafft somit die Voraussetzung, dass Bundeskanzler Helmut Kohl (CDU) die Euro-Einführung im Europäischen Rat formal beschließen kann. Die neue internationale Währung soll die im Juni 1948 eingeführte D-Mark ersetzen.[19]
- Salzgitter/Deutschland: Die außerordentliche Hauptversammlung der Preussag Stahl AG, des zweitgrößten Stahlkonzerns der Bundesrepublik, beschließt die Umbenennung des Unternehmens in Salzgitter AG.[20]

### Dienstag, 28. April 1998
- München/Deutschland: Rechtsmediziner der Ludwig-Maximilians-Universität beweisen, dass ein 1972 in West-Berlin gefundenes Skelett die Überreste Martin Bormanns darstellt, und widerlegen das Gerücht, dass der Privatsekretär des Reichskanzlers Adolf Hitler 1945 ins Ausland fliehen konnte.[21]

### Mittwoch, 29. April 1998
- New York/Vereinigte Staaten: Die Zahl der Unterzeichnerstaaten des Protokolls von Kyoto zum Rahmenübereinkommen der Vereinten Nationen über Klimaänderungen steigt heute von 13 auf 33. Zu den neuen Unterzeichnern gehören auch Deutschland und Österreich. Die Schweiz unterschrieb bereits im März. Als 34. Partizipant unterzeichnet die Europäische Union das Protokoll.[22]